# Beda (Cameroun)
Beda est un village de la région du Centre du Cameroun, situé dans la commune de Dibang. 

## Population et développement
En 1962, la population de Beda était de 188 habitants. La population de Beda était de 221 habitants dont 119 hommes et 102 femmes, lors du recensement de 2005.     